# Калист Луков
Калист Луков Хамамджиев (1815-1862) е български възрожденски просветен деец и търговец.

## Биография
Роден в Сопот в семейството на Лука Димов Кекеров Хамамджиев с рождено име Калистрат Луков Кекеров. Има трима братя: Христо, Димитър и Никола. Калист учи в килийното училище при църквата „Св. Богородица“  и килийното училище при сопотския мъжки манастир „Свети Спас“, след което постъпва и учи при Неофит Рилски. През 1835 г., при откриването на Априловската гимназия в Габрово, Калист Луков постъпва като учител там и остава като такъв до края на 1842 г. След това отива в Букурещ, където остава незадълго и през есента на 1843 г. вече е учител в Самоков, където остава и през следващата година. От април 1845 до май 1848 г. е учител в новобългарското училище в родния си Сопот. За кратко след това Луков учителства в Одрин. През 1849 г. Калист, заедно с тримата си братя, основава търговското дружество „Братя Лука Хамамджиеви“, но скоро след това се отказва от търговска дейност и се връща към учителството в Сопот до 1852 г. През 1856 г. по-малкият му брат Христо Хамамджиев издава в Цариград първото българско търговско ръководство. Невъзможността да си осигури едно по-спокойно житие и сигурни доходи в битието си на учител, тласкат Калист да се захване отново с търговия. Рисковете в този занаят се оказват доста по-големи и през 1860 г. Калист Луков обявява фалит на търговската си дейност и се завръща в Сопот отново като учител за няколко месеца през 1861/62 г., където го заварва и смъртта.